# Капраліха
Капралі́ха (рос. Капралиха) — село у складі Армізонського району Тюменської області, Росія.
Населення — 252 особи (2010, 284 у 2002).
Національний склад станом на 2002 рік:
- росіяни — 85 %